# Allohelea
Allohelea is een geslacht van stekende muggen uit de familie van de knutten (Ceratopogonidae).

## Soorten
- A. bottimeri Wirth, 1991
- A. distortifemur Wirth, 1991
- A. johannseni (Wirth, 1953)
- A. nebulosus (Coquillett, 1901)
- A. pedicellata Wirth, 1991
- A. tessellata (Zetterstedt, 1850)
- A. weemsi Wirth, 1991